# Crise alimentaire de 2022

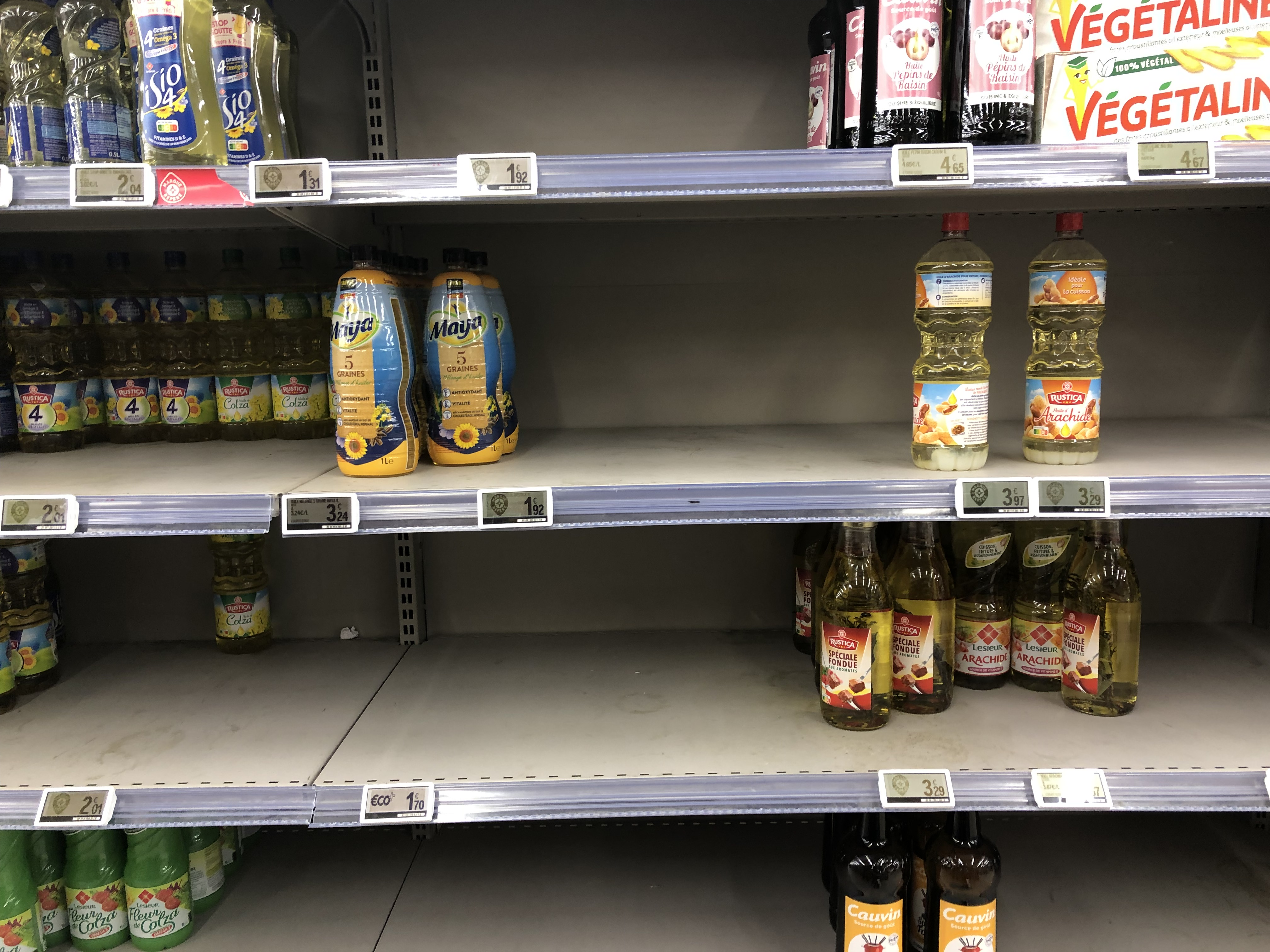
Pénurie d'huile de tournesol dans un supermarché en France, en avril 2022.

La crise alimentaire de 2022 se manifeste par une série d'augmentations rapides des prix des denrées alimentaires, et par des pénuries d'approvisionnement alimentaire partout dans le monde. Cette crise résulte d'une multitude de causes géopolitiques, économiques et naturelles, telles que la chaleur extrême, les inondations et la sécheresse causées par le réchauffement climatique, et l'invasion de l'Ukraine par la Russie en 2022. Cette crise fait suite à la crise alimentaire due à la Covid-19.
Une grande partie de l'inquiétude est liée aux pénuries d'approvisionnement en blé, en maïs et en graines oléagineuses. En outre, les hausses des prix du carburant et des engrais associés (en raison du rôle important de producteur de gaz et de pétrole de la Russie et de l'importance de la Russie et de l'Ukraine sur les marchés européens des engrais) provoquent des pénuries et des hausses de prix supplémentaires. 
Avant la guerre en Ukraine, les prix des denrées alimentaires atteignent déjà des niveaux record : en février 2022, les prix des denrées alimentaires d'une année sur l'autre ont augmenté de 20 % selon l'Organisation des Nations unies pour l'alimentation et l'agriculture (FAO). La guerre a encore augmenté les prix d'une année sur l'autre, à raison de 40 % en mars. Les problèmes aggravants créés par la Covid-19, la guerre et les mauvaises récoltes liées au climat devraient inverser les tendances mondiales en matière de réduction de la faim et de la malnutrition. Certaines régions, comme l'Afrique de l'Est et Madagascar, connaissaient déjà la sécheresse et la famine en raison des défaillances du système agricole et des changements climatiques. Les hausses de prix devraient aggraver la situation. Certains analystes ont décrit ces hausses de prix comme les pires depuis la crise alimentaire mondiale de 2007-2008. 

## Contexte

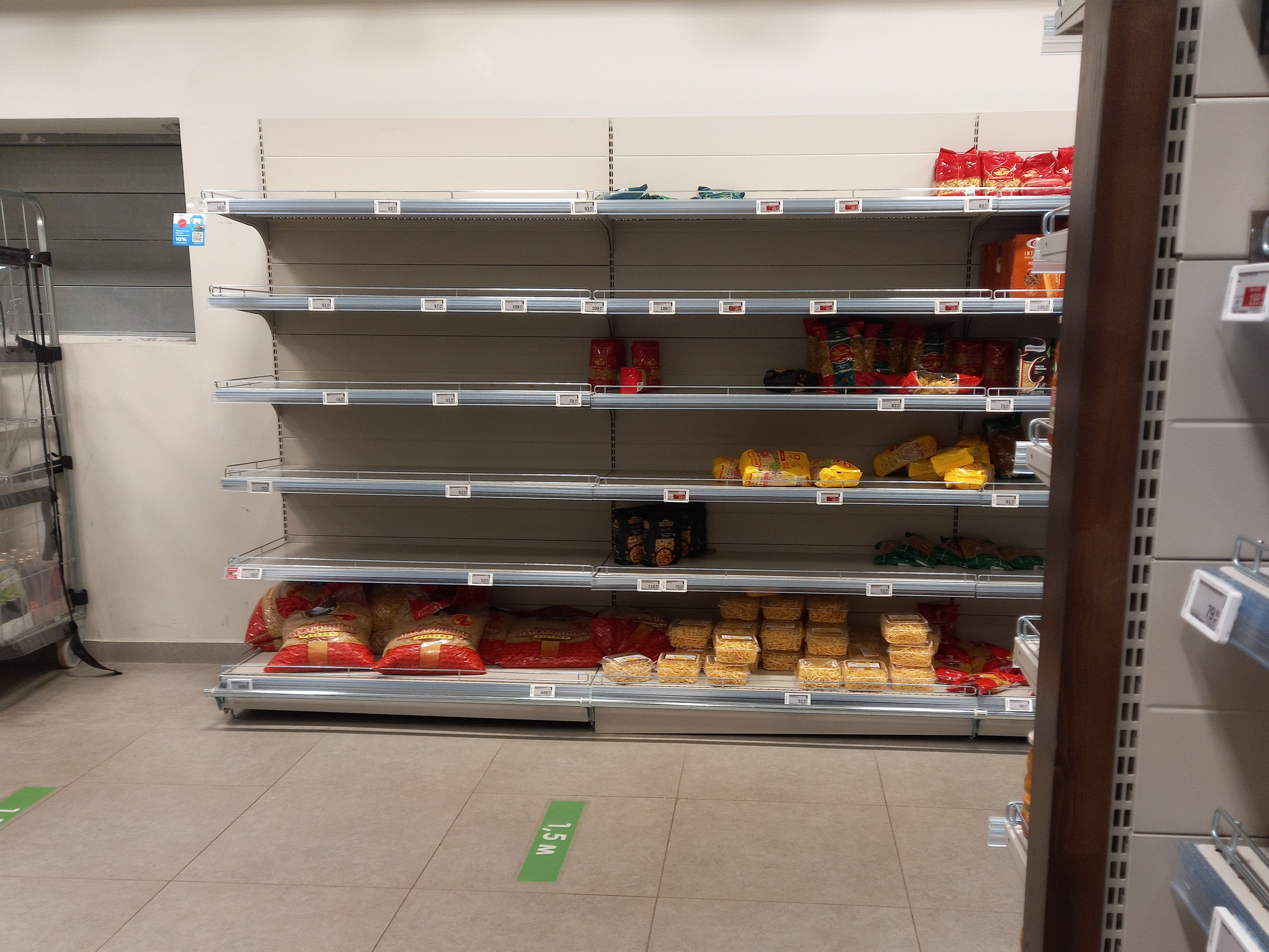
Pénurie de pâtes alimentaires à Moscou en 2022.

La pandémie de Covid-19 a considérablement perturbé les chaînes d'approvisionnement alimentaire dans le monde, perturbant les canaux de distribution de l'industrie alimentaire à la fois aux stades de la consommation et de la distribution. Dans le même temps, d'importantes inondations et des vagues de chaleur en 2021 ont détruit des cultures clés en Amérique du Nord, en Amérique latine et en Europe. De plus, une hausse des prix du carburant et des transports a encore accru la complexité de la distribution, les aliments étant en concurrence avec d'autres biens. Une grande partie de l'inquiétude est liée aux pénuries d'approvisionnement pour des denrées de base, telles que le blé, le maïs et les graines oléagineuses, et à la manière dont les pénuries pourraient entraîner des augmentations de prix.
Le 4 mars 2022, l'Organisation des Nations unies pour l'alimentation et l'agriculture (FAO) a indiqué que l'indice mondial des prix alimentaires avait atteint un niveau record en février, affichant une hausse de 24 % sur un an. La plupart des données du rapport de février ont été compilées avant l'invasion de l'Ukraine, mais les analystes ont déclaré qu'un conflit prolongé pourrait avoir un impact majeur sur les exportations de céréales,.
D'après Dirk Kohnert, expert associé au GIGA-Institute for African Affairs en Allemagne, ce sont les pays africains « qui souffriront le plus des conséquences de la guerre de Poutine en Ukraine. Ils ont déjà subi les conséquences de la sécheresse, de la Pandémie de Covid-19 et du terrorisme islamiste. Leur position déjà affaiblie sera exacerbée par les retombées de l'agression russe en Ukraine, qui ne fera qu'exacerber la faim et la pauvreté en Afrique ». Même les pays du Nord, qui ont généralement des approvisionnements alimentaires sûrs, commencent à subir les effets directs de l'inflation des coûts due à l'insécurité alimentaire. Cependant, ces pays ne sont pas exposés au risque de famine.
Après le déclenchement de l'invasion russe de l'Ukraine en 2022, la FAO ainsi que d'autres observateurs des marchés des produits alimentaires ont mis en garde contre un effondrement de l'approvisionnement alimentaire et une augmentation des prix,,,,. En mars 2022, la chercheuse roumaine Virginia Câmpeanu, de l'institut pour l'économie mondiale, conclut que « la crise alimentaire mondiale devient de plus en plus réelle ».
Au début d'août 2022, les prix des principales denrées alimentaires (blé, orge, maïs et huiles végétales) sont redescendus au niveau d'avant-guerre : le prix du blé pour livraison en septembre est revenu à 330 €/t, son niveau de début février, et le maïs pour septembre à 6 dollars le boisseau à Chicago, le même prix qu'en janvier 2022. Les cours s'étaient détendus en juillet grâce à de bonnes prévisions de récoltes dans l'hémisphère nord, notamment au Canada et en Russie. La reprise du trafic maritime en Ukraine a amplifié ce mouvement.

## Causes

### Invasion russe de l'Ukraine

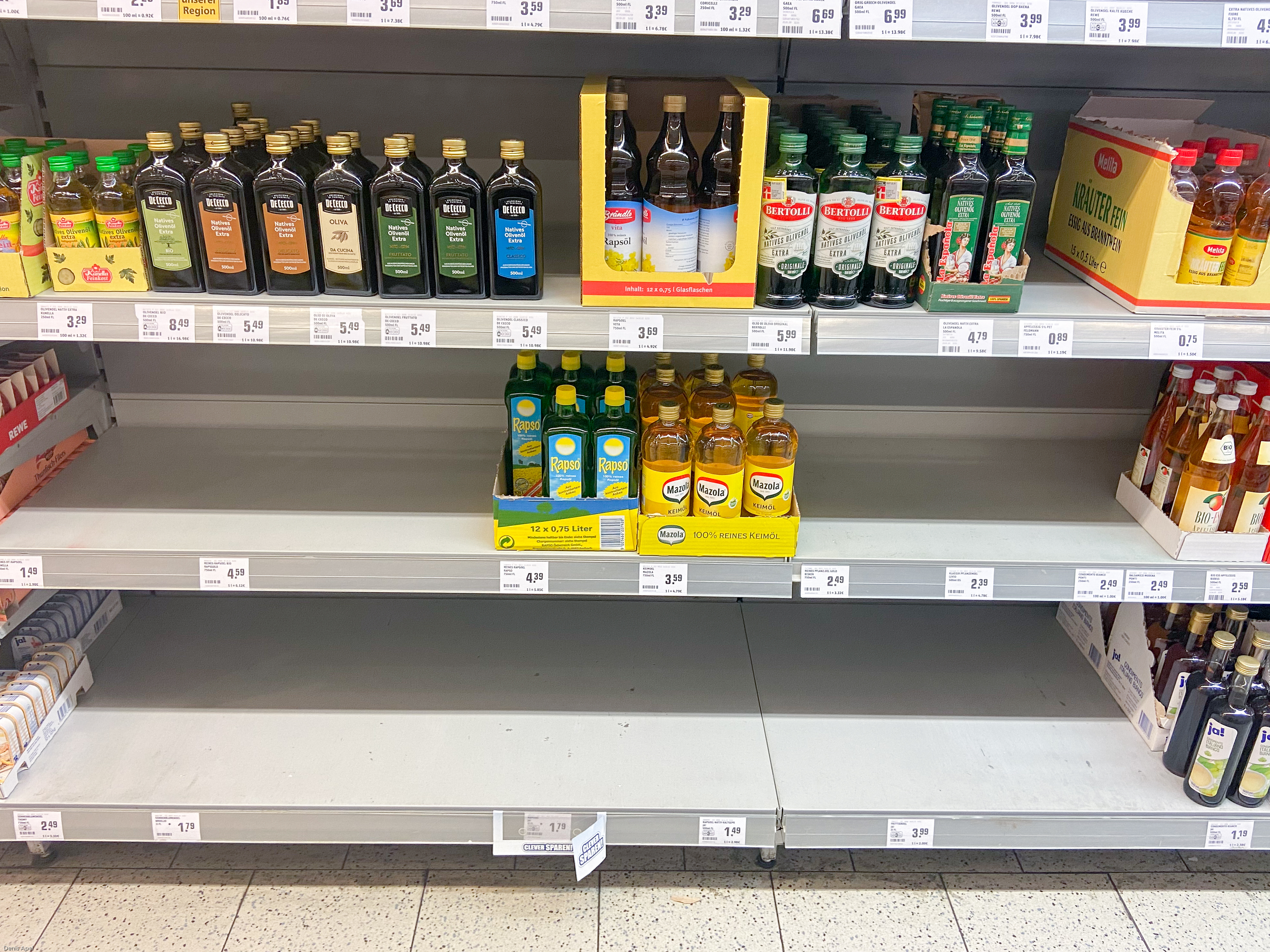
Pénurie d'huile de tournesol en Allemagne, en mars 2022.

L'invasion de l'Ukraine par la Russie en 2022 entraîne des perturbations des chaînes d'approvisionnement alimentaires bien au-delà des frontières des pays concernés. Le responsable du Programme alimentaire mondial, David Beasley, avertit en mars 2022 que la guerre en Ukraine pourrait porter la crise alimentaire mondiale à « des niveaux dépassant tout ce que nous avons vu auparavant ». Le 30 mars 2022, lors d'une réunion des Nations unies, la secrétaire d'État adjointe des États-Unis Wendy Sherman déclare que l'invasion de l'Ukraine par la Russie en 2022, en raison du blocus naval des ports maritimes ukrainiens et des attaques armées contre les cargos civils, a créé une pénurie alimentaire critique en Ukraine, avec des ramifications mondiales.
Les prix du blé ont atteint leur cours le plus élevé depuis 2008. Au moment de l'invasion, l'Ukraine est le quatrième exportateur de maïs et de blé, et le premier exportateur mondial d'huile de tournesol, la Russie et l'Ukraine représentant 27 % des exportations de blé et 53 % du tournesol et des graines dans le monde. L'Ukraine représente à elle seule environ 17 % des exportations mondiales de maïs, 12 % du blé et 30 % des graines de tournesol, la plupart transformées en huile dans les usines ukrainiennes.
Une perturbation des approvisionnements mondiaux en blé pourrait exacerber la famine au Yémen en cours, et créer une situation dramatique en Afghanistan, et en Afrique de l'Est. La flambée des prix du blé résultant du conflit met à rude épreuve des pays africains tels que l'Égypte, qui dépendent fortement des exportations de céréales russes et de blé ukrainien, et y fait craindre des troubles sociaux. Au moins 25 pays africains importent un tiers de leur blé de Russie et d'Ukraine, et 15 d'entre eux en importent plus de la moitié depuis ces deux pays. Le 24 février, le gouvernement chinois annonce qu'il abandonne toutes les restrictions sur le blé russe, dans le cadre d'un accord conclu plus tôt en février. Le South China Morning Post a qualifié cette mesure de « bouée de sauvetage » potentielle pour l'économie russe.
D'après l'économiste agricole en chef de Wells Fargo, l'Ukraine sera probablement sévèrement limitée dans sa capacité à planter des cultures au printemps 2022 et perdra une année agricole, tandis qu'un embargo sur les cultures russes créerait davantage d'inflation des prix alimentaires. Le rétablissement des capacités de production agricole pourrait prendre des années, même après l'arrêt des combats.
Le 22 juillet 2022, un accord sur les céréales est signé par l'Ukraine et la Russie et permet d'exporter une partie des céréales ukrainiennes malgré la guerre.
Selon Philippe Chalmin, professeur d'histoire économique à l'université Paris Dauphine et président fondateur de Cyclope, les tensions sur le marché du blé ont quasiment disparu en juillet 2022. Il rappelle que le blé ukrainien joue un rôle mineur dans la crise alimentaire mondiale, car au moment de l'invasion russe, le pays avait presque terminé une excellente campagne d'exportation de blé ; c'est la campagne d'exportation de maïs, plus tardive, qui n'a pas pu être menée à son terme. Sur les 20 millions de tonnes de céréales actuellement bloquées dans les silos ukrainiens, les trois quarts sont du maïs, essentiellement destiné à l'alimentation des animaux et importé par la Chine et l'Espagne. La demande chinoise est beaucoup plus déterminante sur le marché des céréales que la guerre en Ukraine.

### Changement climatique
De multiples épisodes de sécheresse, de chaleur et d'inondations en 2020, 2021 et 2022 liés au changement climatique ont considérablement nui à l'approvisionnement et aux réserves alimentaires mondiales, ce qui a rendu le système alimentaire moins résilient face à des chocs comme la guerre en Ukraine. Les réserves mondiales de blé étaient extrêmement faibles au début de l'année 2022, en raison de ces événements météorologiques. 

#### Sécheresse en Afrique de l'Est
Une sécheresse a commencé en 2021, et s'est encore intensifiée en Afrique de l'Est en 2022, précipitée en partie par l'arrivée de La Niña,. Trois saisons des pluies ont échoué à apporter des précipitations dans la corne de l'Afrique, détruisant les récoltes et tuant de grands troupeaux de bétail. L'ONU a identifié 20 millions de personnes menacées de famine. La faune et le bétail sont aussi victimes de la sécheresse. La région est en partie vulnérable car une saison des pluies extrême a précipité l'invasion de criquets de 2019-2020, qui a détruit de vastes régions de cultures. 
Début octobre 2021, près d'un an après le début de la guerre du Tigré, Mark Lowcock, qui dirigeait le Bureau de la coordination des affaires humanitaires pendant une partie de la guerre du Tigré, a déclaré que le gouvernement fédéral éthiopien affamait délibérément le Tigré en « menant une campagne sophistiquée pour empêcher l'aide d'entrer », et qu'il n'y avait « pas seulement une tentative d'affamer six millions de personnes, mais une tentative de dissimuler ce qui se passe ».

#### Météo extrême en Europe
La sécheresse en Espagne et au Portugal au début de 2022 a conduit à des prévisions de pertes allant de 60 à 80 % des cultures dans certaines régions. Les cultures fruitières de la majeure partie de l'Europe ont également été endommagées par une vague de froid qui a provoqué des pluies verglaçantes, du gel et de la neige au début du bourgeonnement en raison d'un temps chaud anormalement précoce,. En France, cette vague de froid entraîne les températures les plus froides pour un mois d'avril depuis 1947, et des conséquences « très graves » pour les arboriculteurs.

#### Vague de chaleur en Amérique du Sud
Une vague de chaleur a profondément touché l'Argentine, l'Uruguay, le Paraguay et le sud du Brésil, provoquant une baisse des rendements des cultures de maïs, de soja et d'autres céréales clés, entraînant une augmentation significative des prix mondiaux de ces produits de base,,,. La canicule a encore exacerbé une saison déjà sèche dans une grande partie de la région.

#### Canicule en Inde
Une canicule extrême touche l'Inde et le Pakistan à partir de mars 2022, produisant des récoltes désastreuses dans ces deux pays. L'Inde, deuxième exportateur mondial de blé, annonce ainsi en mai 2022 suspendre toute exportation de céréales pour assurer la sécurité alimentaire de sa population. Une décision critiquée par le G7 dans le contexte de la guerre en Ukraine, le Premier ministre indien Narendra Modi ayant précédemment promis de « nourrir le monde » en exportant le blé indien vers les pays dépendants habituellement du blé ukrainien (notamment en Afrique et au Moyen-Orient). Cette décision fait alors craindre une pénurie mondiale et des troubles sociaux dans les pays les plus pauvres,,.

#### Inondations australiennes
Une grave inondation survenue en Nouvelle-Galles du Sud en février 2022 a causé la destruction complète des cultures de soja et de riz, et de 36 % de la production de noix de macadamia. Des troupeaux d'animaux ont péri et les infrastructures agricoles ont été gravement endommagées. Il s'agit de la troisième catastrophe naturelle majeure pour les communautés agricoles de cette région.

### Défaillances de la chaîne d'approvisionnement
En Chine, les fermetures progressives dans le cadre de la politique zéro covid ont considérablement réduit les intrants agricoles clés pour les cultures céréalières importantes.

### Spéculations
Une partie de l'augmentation du prix des denrées est due à la spéculation financière. C'est notamment le cas du prix du blé américain en mars 2022. Fin avril 2022, Michel-Édouard Leclerc a mis en garde contre « une nouvelle vague de spéculation et d'inflation » sur « les produits agricoles stockés » dans les ports d’Odessa et de la mer Noire.
Cette spéculation s'effectue au détriment des populations les plus pauvres, notamment en anticipant une forte demande en semoule de couscous au moment de la rupture du jeûne du Ramadan, début mai 2022.

## Effets par région

### Europe

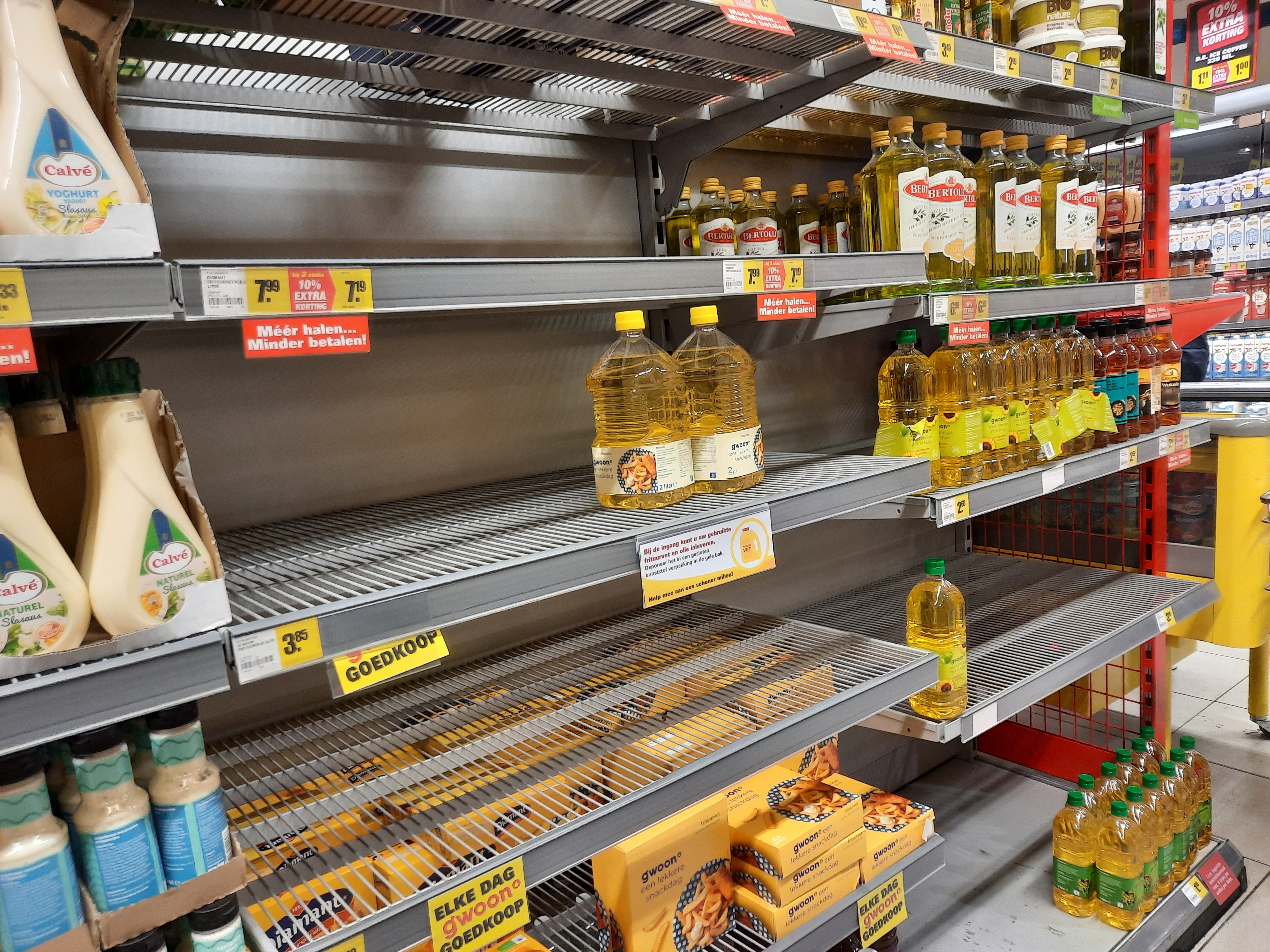
Pénurie d'huile de tournesol aux Pays-Bas en mars 2022.

La crise énergétique en Europe causée par l'invasion russe de l'Ukraine en 2022 a entraîné d'importantes augmentations des prix des denrées alimentaires pour les industries européennes des engrais et de l'alimentation,. Selon Julia Meehan, responsable des engrais pour l'agence des prix des matières premières ICIS, « Nous constatons des prix record pour chaque type d'engrais, qui sont tous bien au-dessus des sommets précédents de 2008. C'est très, très sérieux. Les gens ne réalisent pas que 50 % de la nourriture mondiale dépend des engrais ».

### Moyen-Orient et Afrique de l'Est
Les hausses de prix de certains produits de base tels que le blé devraient affecter le plus durement des pays comme l'Égypte, la Turquie et la Somalie, qui dépendent fortement des importations de blé d'Ukraine et de Russie. D'après l'analyse de Michaël Tanchum, « la guerre Russie-Ukraine a transformé la crise alimentaire égyptienne en une menace existentielle pour l'économie ». Cela devrait encore nuire aux prix sur les marchés alimentaires régionaux, tels que l'Éthiopie, le Kenya, la Somalie et le Soudan du Sud. 
Ces changements du marché alimentaire causés par l'invasion de l'Ukraine ont encore exacerbé la vulnérabilité d'une région déjà très vulnérable, la Corne de l'Afrique, en proie à la sécheresse. En février, le Programme alimentaire mondial et l'UNICEF prévoyaient déjà des lacunes en matière de nutrition et des risques de famine pour treize millions de personnes en Afrique de l'Est. En mars, l'ONU a estimé ce nombre à 20 millions de personnes.

### Amérique du Nord
L'Amérique du Nord connaissait déjà d'importantes pénuries et des problèmes de chaîne d'approvisionnement liés à la sécheresse nord-américaine de 2020-22 et à la crise mondiale de la chaîne d'approvisionnement de 2021-2022. 

### Afrique de l'Ouest
Oxfam, ALIMA et Save the Children ont averti que les crises alimentaires en Afrique de l'Ouest pourraient toucher 27 millions de personnes, notamment au Burkina Faso, au Niger, au Tchad, au Mali et au Nigeria. Le 10 juin dernier, alors que la France se disait « prête à aider à débloquer le port d'Odessa » bloqué par les Russes, le président sénégalais, Macky Sall, a rappelé que sans la reprise des exportations - l'Afrique étant très dépendante des céréales et fertilisants ukrainiens et russes - l'Afrique pourrait être « dans une situation de famine très sérieuse qui pourrait destabiliser le continent ».

## Réponses

### États-Unis
L'administration Biden a répondu aux pénuries croissantes en avril en essayant d'augmenter la production agricole américaine. La communauté politique américaine craignait que la Chine ou d'autres pays ne comblent le déficit alimentaire. L'obstruction au Congrès américain a empêché de nouveaux financements et ressources pour les crises. 160 groupes de défense des droits ont contesté les réductions de financement par l'administration Biden et le Congrès des programmes de l'USDA. 

### Articles scientifiques
- [Câmpeanu 2022] (en) Virginia Câmpeanu, « The Effects Of The War In Ukraine – The Global Food Crisis Becomes More Real », Euroinfo, vol. 6, no 1,‎ 2022, p. 3–15 (lire en ligne, consulté le 23 avril 2022)
- [Kohnert 2022] (en) Dirk Kohnert, « La guerre de Poutine en Ukraine, causera-t-elle la faim et des troubles en Afrique ? », sur mpra.ub.uni-muenchen.de, GIGA Institute for African Affairs, 17 avril 2022 (consulté le 23 avril 2022)
- [Lang et McKee 2022] (en) Tim Lang et Martin McKee, « The reinvasion of Ukraine threatens global food supplies », BMJ, vol. 376,‎ 15 mars 2022, o676 (ISSN 1756-1833, PMID 35292441, DOI 10.1136/bmj.o676, lire en ligne, consulté le 23 avril 2022)
- [Tanchum 2022] (en) Michaël Tanchum, « The Russia-Ukraine War has Turned Egypt's Food Crisis into an Existential Threat to the Economy », Middle East Institute,‎ 3 mars 2022 (lire en ligne, consulté le 23 avril 2022)

### Articles de presse
- [Braun 2022] (en) Phillip Braun, « How The Russia-Ukraine War Has Compounded The Global Food Crisis », Forbes, 31 mars 2022 (consulté le 1er avril 2022)